# Asterope markii
Asterope markii là một loài bướm ngày thuộc họ Nymphalidae. Nó được tìm thấy ở Brasil, Ecuador, Colombia, Peru, Guyana và Venezuela.
Ấu trùng ăn Paullinia species.

## Phụ loài
- Asterope markii markii (Hewitson, 1857)  (Brazil (Amazonas))
- Asterope markii boyi (Röber, 1924)  (Brazil (Pará))
- Asterope markii ackeryi Jenkins, 1987 (Brazil (Pará))
- Asterope markii hewitsoni (Staudinger, 1886)  (Ecuador, Colombia)
- Asterope markii davisii (Butler, 1877)  (Peru, Ecuador, Brazil (Acre))
- Asterope markii gallardi Neukirchen, 1996 (French Guiana)
- Asterope markii werneri Neukirchen, 1996 (Brazil (Amazonas))

## Hình ảnh

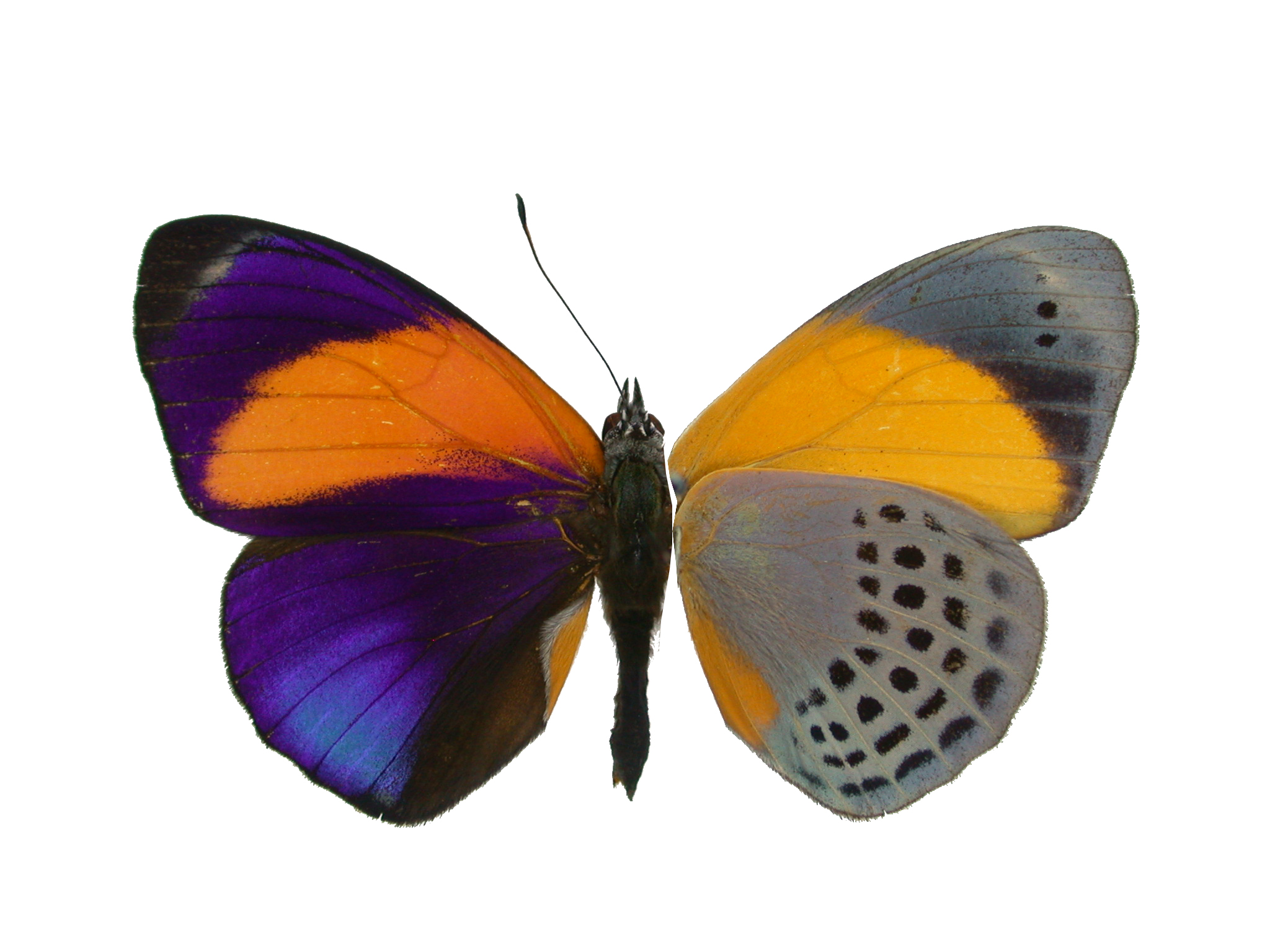
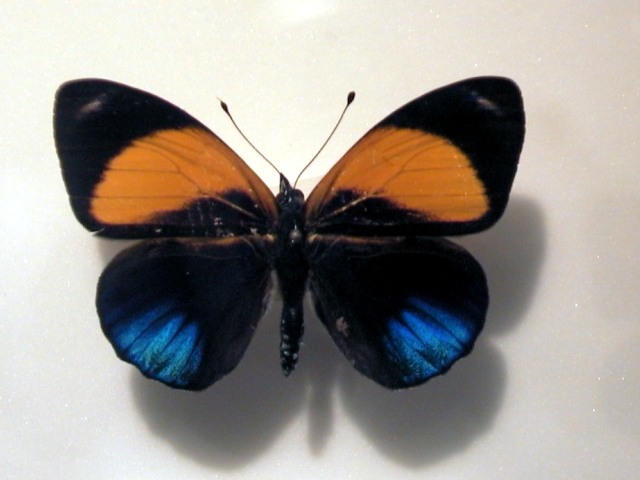